# Zamarada leona
Zamarada leona là một loài bướm đêm trong họ Geometridae.